# Hysen Zmijani
Hysen Zmijani (né le 29 avril 1963 à Shkodër) est un joueur de football international albanais.

## Carrière

### Albanie
Débutant en professionnel en 1982, Zmijani remporte son premier titre, celui de champion nationale avec son club formateur. La saison suivante, le club ne conserve pas son titre terminant 8e; en 84-85, Shkodër décroche une troisième place mais l'équipe n'arrive pas à s'imposer dans son rôle terminant sixième.  En 1987, Hysen retrouve le gout de la victoire après le titre en coupe d'Albanie. C'est son dernier trophée dans son pays avant son départ pour la France.

### France
Son parcours avec Ajaccio est très moyen. La seule chose à dire est un quart de finale de Coupe de France en 1992 éliminé par l'AS Monaco 3-0 ainsi qu'une relégation de Division 2 en 92-93 et une dixième place dans leur poule en National 1 (troisième division) en 93-94.

### Fin de carrière
Il s'engage avec le Al Nasr Riyad en 94 et remporte le championnat. Il fait la dernière saison de sa carrière en 1995-1996 où il joue pour le Sankt Pauli, fraichement promu en 1.Bundesliga qui se maintient, finissant 15e.

## Palmarès
- Championnat d'Albanie de football: 1982-1983
- Coupe d'Albanie de football: 1987
- Championnat d'Arabie saoudite de football: 1994-1995